# Liogluta micans
Liogluta micans är en skalbaggsart som först beskrevs av Étienne Mulsant och Claudius Rey 1852.  Liogluta micans ingår i släktet Liogluta, och familjen kortvingar. Arten är reproducerande i Sverige.